# Purkrábka
Purkrábka je viniční usedlost v Praze-Dejvicích v ulici V Šáreckém údolí. Je chráněna jako kulturní památka České republiky.

## Historie
Na konci 16. století bývalo v místech usedlosti pět vinic. Ty vlastnilo nejvyšší purkrabství, kterému byl odváděn roční plat. Vinice spojil mydlář Matěj Lech roku 1593 v jednu s výměrou přes 13 strychů. Roku 1615 ji získal měšťan Michal Witman (nazývána Vitmanovská). Usedlost je doložená roku 1621, kdy byl Witman za účast ve stavovském povstání popraven a vinici s usedlostí získal nejvyšší purkrabí Adam ze Šternberka. Nějakou dobu byla v soukromých rukou - podle Jana Kobera z Kobersberka se jí říkalo "Kobrovská", od roku 1659 podle staroměstského kotláře Václava Kristmanna "Kotlářová". Na konci 70. let 17. století se natrvalo dostala do majetku purkrabství a získala tak název "Purkrabská", "Purkrabka" nebo "Pulkrábka". Protože Jan Kober dlužil karmelitskému klášteru u svatého Havla na Starém Městě a úrok z dluhu byl ročně 7 věder vína z Purkrabky, splácel tak on i jeho nástupci po celou dobu purkrabského vlastnictví vinice. V 19. století bylo pražské purkrabství zrušeno, usedlost se stala zemským statkem a roku 1870 byla prodána do soukromých rukou. Původní viniční domek byl přestavěn klasicistně kolem roku 1850. Tuto podobu má dodnes, usedlost byla obnovovaná v letech 1913 a 1939.
Michal Witmann, pražský měšťan a novoměstský radní, odváděl roční daň 1 kopy a 33 grošů úřadu nejvyššího purkrabství. Byl jedním ze 27 českých pánů, kteří byli 21. června 1621 popraveni na Staroměstském náměstí za účast na stavovském povstání.